# Carlo Alberto Quario
Carlo Alberto Quario (Vercelli, 14 marzo 1913 – 30 agosto 1984) è stato un calciatore e allenatore di calcio italiano.

## Carriera

### Calciatore

#### Primi anni
Cresciuto nel vivaio dell'Ambrosiana-Inter, nel 1933 passò al Pavia, con cui esordì in Serie B disputando 3 partite. Nelle stagioni successive fu prestato alla Falck di Sesto San Giovanni, con un intermezzo nell'Anconitana, sempre in Serie C, rimanendovi fino al 1938. Nel 1938-1939 fu prestato quindi alla Pro Vercelli, allora militante in Serie B, con cui giocò titolare sostituendo Silvio Piola, da poco ceduto dai piemontesi.

#### Napoli
Nel 1939-1940 fu ingaggiato dal Napoli, militante in Serie A con Nereo Rocco come compagno di squadra. Reduce da due campionati di centroclassifica, i partenopei avevano un nuovo allenatore, Adolfo Baloncieri; Quario debuttò alla prima giornata di campionato, il 17 settembre 1939, nella sconfitta a Bari contro i padroni di casa per 1-0, segnando la prima rete sette giorni dopo, il 24 settembre 1939, nella vittoria casalinga per 3-2 contro il Liguria. Al termine della stagione, segnata dalle tragiche morti di Eriberto Braglia e Giuseppe Fenoglio, il Napoli, dopo un campionato negativo, si salvò dalla retrocessione per il quoziente reti a danno del Liguria; di quella squadra fu il capocannoniere, con nove reti, tra cui la rete al Milano nella sconfitta casalinga per 4-1 del 3 dicembre 1939, in ventitré partite giocate. L'anno dopo i partenopei ebbero un nuovo allenatore, Antonio Vojak; malgrado problemi economici che fecero rischiare l'esclusione della società, la squadra si rinforzò con l'arrivo di Umberto Busani ed Evaristo Barrera: il primo centro della stagione fu alla terza giornata di campionato, nel pareggio in trasferta per 1-1 contro la Lazio di Piola, che pareggerà il suo gol iniziale. A fine stagione il Napoli si classificò all'ottavo posto, con Quario marcatore di 7 reti.

#### Ultimi anni
Nel 1941-1942, terminato il prestito, ritornò quindi all'Ambrosiana, reduce da un campionato di Serie A concluso al secondo posto: giocò 16 partite segnando 6 reti, tra cui reti dell'ex nella vittoria casalinga dei lombardi per 5-1 del 21 dicembre 1941; i meneghini si piazzarono al dodicesimo posto, a tre punti dalla zona retrocessione.
Passò quindi alla Biellese per un campionato di Serie C, l'ultima stagione prima dell'interruzione per la seconda guerra mondiale. Il ritorno all'attività sportiva lo vide nel 1945-1946 nel Brescia, nell'anomalo campionato misto di Serie A e B; con i bresciani restò sino alla stagione 1947-1948, che lo vide giocare nell'Acqui in Serie C, quindi concluse la sua carriera nella stagione 1948-1949, tornando al Pavia, sempre in Serie C, come allenatore-giocatore.

### Allenatore

#### Gli esordi nelle serie minori
Dopo aver cessato la carriera agonistica intraprese quella di allenatore, vincendo alla guida del Toma Maglie il campionato di serie C girone D nel 1951-52 ma non riuscendo ad ottenere l'ammissione in serie B al termine degli spareggi finali con Cagliari, Piacenza e Vigevano. In seguito ottenne nel 1954 la promozione in Serie B alla guida del Parma arrivando a pari punti con l'Arsenaltaranto e precedendo di uno il Venezia. Ed è proprio sulla panchina veneziana che nel 1955 Carlo Alberto Quario approda. Sarà lungo e fortunato il suo sodalizio con la squadra lagunare sulla cui panchina rimarrà sino al campionato 1962-63, tranne la sola annata 1959-60 nella quale allena il Brescia. Con i neroverdi Quario vinse subito il campionato di Serie C al termine di un avvincente torneo che vide il Venezia sconfiggere nell'ultima giornata allo Stadio Pier Luigi Penzo la Carbonsarda e che valse ai neroverdi il primo posto alla pari della Sambenedettese. Anche in serie B la squadra di Quario si comportò benissimo conquistando un ottimo quinto posto tanto che il tecnico neroverde fu premiato con il Seminatore d'Oro per la serie B dopo aver conteso a Ferruccio Valcareggi il premio più importante.. L'anno seguente arrivò addirittura al terzo posto, ma il successo più grande Quario lo ottenne al suo ritorno in laguna quando nel campionato 1960-61 conquistò con il Venezia la promozione in Serie A. Due furono i campionati di massima serie, il secondo si concluse con la retrocessione del Venezia. Durante le annate in laguna lanciò nel firmamento del calcio Paolo Barison, futuro nazionale azzurro.

#### In Serie A con l'Atalanta ed il ritorno nelle serie minori
Lasciata Venezia, per la stagione 1963-1964 si accasa all'Atalanta, in Serie A. Arriva a Bergamo con la fama di ottimo preparatore atletico, e fa il suo esordio sulla panchina dei neroazzurri il 4 settembre 1963 nella partita di Coppa delle Coppe vinta per 2-0 in casa contro lo Sporting Lisbona; inizia con una vittoria (un 3-0 casalingo contro il Catania con doppietta di Domenghini e gol di Magistrelli, il 14 settembre 1963) anche il campionato, anche se nelle settimane successive il rendimento della squadra inizia a calare: arrivano infatti tre sconfitte consecutive, in campionato contro Fiorentina (4-0) e Bologna (2-0) ed in Coppa delle Coppe nella partita di ritorno a Lisbona (3-1), nella quale l'Atalanta gioca 85 minuti in inferiorità numerica con il centravanti Calvanese subentrato in porta all'infortunato Pizzaballa. Dopo due vittorie consecutive in casa contro Roma (1-0) e Messina (3-0), il 14 ottobre 1963 la squadra viene eliminata dalla Coppa delle Coppe: complice il regolamento dell'epoca, infatti, il risultato della doppia sfida con lo Sporting (2-0 a Bergamo e 3-1 per i portoghesi al ritorno) rendeva necessaria una partita di spareggio per determinare la squadra qualificata ai quarti di finale della competizione. La gara, giocata a Barcellona, vede il successo per 3-1 dopo i tempi supplementari dello Sporting, che successivamente si aggiudicherà il trofeo.
Dopo un pareggio a Mantova ed un netto successo casalingo per 3-0 contro la Juventus il rendimento della squadra inizia a calare in modo notevole: nel resto del girone di andata i bergamaschi raccolgono infatti solamente 6 punti, frutto di una vittoria (2-0 contro il Bari, l'8 dicembre 1963) e 4 pareggi. Quario inizia ad essere criticato per lo scarso rendimento della squadra, ed in seguito al pareggio per 0-0 della prima giornata di ritorno viene esonerato, con un bilancio di 16 punti conquistati in 18 partite. Viene sostituito fino al termine della stagione da Carlo Ceresoli, che guiderà la squadra ad un piazzamento a metà classifica con 30 punti.
In seguito guida il Marzotto Valdagno in Serie C per quattro annate, prima di venir richiamato nel 1968 dal Venezia, nel frattempo retrocesso in Serie C. Il ritorno in laguna non fu seguito dalle stesse fortune del passato, dopo un primo torneo senza lode, nel secondo Quario venne esonerato dopo solo dodici giornate. Quario chiuse la sua carriera di allenatore nel Pavia in Serie D.. Curiosamente la carriera agonistica di Quario è iniziata e terminata al Pavia, come anche quella da allenatore è iniziata e terminata in terra pavese.
Fu inoltre anche presidente dell'AMAC, Associazione Milanese Allenatori Calcio.

## Palmarès

### Giocatore

#### Competizioni nazionali
- Prima Divisione: 1

Acciaierie Falck: 1934-1935
- Serie C: 1

Biellese: 1942-1943

### Allenatore

#### Competizioni nazionali
- Serie C: 3

Toma Maglie: 1951-1952 (girone D)
Parma: 1953-1954
Venezia: 1955-1956
- Serie B: 1

Venezia: 1960-1961